# Alain Joissains
Pour les articles homonymes, voir Joissains.
Alain Joissains, né le 30 août 1942, est un homme politique français. Membre de l’UDF et du Parti radical, il est maire d'Aix-en-Provence de 1978 à 1983.

## Situation personnelle

### Origines
Né le 30 juin 1942 à Toulouse, Alain Joissains est fils de policier,.

### Carrière
Alain Joissains est télégraphiste à 14 ans puis mousse à 15 ans. Deux ans plus tard, il s'engage volontairement dans les commandos marine en Algérie française. Démobilisé, il devient ensuite docker à Toulonen 1965. N'ayant obtenu que le certificat d'études, il reprend ses études à 22 ans en passant une capacité en droit à la faculté de droit de Toulon. Il obtient ensuite un diplôme de l'institut de criminologie et un diplôme d'études supérieures de droit privé à la faculté de droit d'Aix-en-Provence, où il sera d'ailleurs chargé de travaux dirigés. Il devient avocat à la cour d'appel d'Aix-en-Provence, ainsi que délégué national à l'environnement et militant de la Ligue des droits de l'homme.
Ses premiers pas en politique se déroulent chez les "Réformateurs" de Servan-Schreiber. Tête de liste d'Union pour le renouveau du Pays d'Aix, Alain Joissains est candidat aux élections municipales de mars 1977 face au Maire socialiste sortant, Félix Ciccolini. Celles-ci seront annulées par le Conseil d'État sur la contestation par le futur plus jeune maire de France de leurs résultats. Celui-ci sera élu à 35 ans aux nouvelles élections organisées en 1978. Cette fonction de Maire, il l'exercera jusqu'en 1983, simultanément avec celle de Conseiller Régional entre 1978 et 1980.
En 1983, sa réélection se voit compromise, deux mois avant les votes, par "l'Affaire Joissains" : le Maire sortant est condamné pour complicité de recel d’abus de bien sociaux. Une lourde condamnation qui emporte in fine son inéligibilité et sa radiation du barreau, assortis d'une amende de 150 000 Francs et de deux ans d'emprisonnement avec sursis. Il aurait en effet imputé des fonds à la construction d'un collège pour financer les travaux d'une villa au profit de son beau-père, Roger Charton, sur la commune de Saint-Antonin-sur-Bayon. Ne supportant pas cette situation, et sa condamnation à dix-huit mois d'emprisonnement avec sursis, Mr Charton se suicide quelques mois plus tard d'une balle en pleine tête. 
Responsable de l'UDF à sa création, il est très proche de Jacques Chirac, et le soutient avec force dès lors de l'annonce de la candidature de ce dernier en novembre 1994.
En 2001, sa femme Maryse est élue Maire d'Aix-en-Provence, et nomme alors Alain en qualité de directeur de cabinet, poste pour lequel il perçoit chaque mois 5820 €. Par ailleurs, elle dépose en 2005 une proposition de loi pour que les chefs et directeurs de cabinets, recrutés sur des critères purement politiques et souvent dans l’entourage proche, puissent intégrer directement la fonction publique territoriale sans même passer de concours.
Une requête en annulation de contrat est portée par l'opposant politique du couple, Lucien Alexandre Castronovo. Une première réussite en 2008 devant le tribunal administratif de Marseille, qui juge la rémunération du directeur de cabinet de Mme Joissains-Masini excessive car dépassant abusivement le plafond fixé par la loi sur la Fonction publique territoriale, et tranche en faveur de la demande de Castronovo en déclarant le contrat de travail illégal. S'ensuivent 10 années de procédures avec pas moins de 5 passages devant les juridictions administratives, jusqu'en 2015 où le Conseil d'État rend, dans un arrêt du 2 février une décision définitive en condamnant d'une part, la ville à verser notamment la somme de 3000 euros à Monsieur Castronovo, et d'autre part Mr Joissains à reverser 475 778 euros, soit la totalité du salaire brut perçu entre 2001 et 2008 (l'annulation du contrat et de ses avenants entraînant la restitution de la totalité de la somme perçue sur base illégale, et non l'excédent seul estimé à hauteur de 167 806 euros).

### Vie familiale
Il épouse Maryse Charton en 1968. Le couple a une fille, Sophie Joissains, née le 25 octobre 1969, qui est élue sénatrice des Bouches-du-Rhône en 2008 et maire d'Aix-en-Provence en 2021. Le 9 janvier 1990, naît sa deuxième fille, Andréa Lecouvey, issue d'une liaison avec une amie proche sa première fille Sophie. 
Son couple avec Maryse Charton deviendra, au fil du temps, un couple purement politique soudé par des intérêts communs.

## Parcours politique

### Débuts (1970-1978)
Déçu par le gaullisme à la suite de la guerre d'Algérie, il adhère, avec sa femme, au Parti radical en 1970. Candidat malheureux aux élections législatives de 1973, il est nommé, l'année suivante, conseiller de Jean-Jacques Servan-Schreiber, éphémère ministre des Réformes du gouvernement Chirac.

### Maire d'Aix-en-Provence (1978-1983)
Lors des élections municipales de 1977, la liste conduite par Alain Joissains est devancée de justesse au second tour par celle du maire socialiste sortant, Félix Ciccolini. Après annulation du scrutin par le Conseil d'État, Alain Joissains devient maire d'Aix-en-Provence le 29 juin 1978, sa liste l’ayant emporté aux municipales partielles face à celle de Félix Ciccolini. Lors de nouvelles élections provoquées par une seconde annulation, Alain Joissains l’emporte à nouveau, cette fois dès le premier tour, face à Jean-François Picheral.
L’une de ses mesures phares est la baisse des impôts locaux de plus de 2 %. Il met aussi en place un programme « vert » autour du centre-ville, en augmentant les espaces paysagers et les capacités des parkings autour de la ville. Alain Joissains vend également des logements HLM aux locataires, permettant ainsi aux ménages les plus modestes d'accéder à la propriété. Lors de la première édition de l'université d'été homosexuelle de Marseille, il fait arracher toutes les affiches présentes dans sa ville.
En 1981, il est candidat aux élections législatives dans la Neuvième circonscription des Bouches-du-Rhône, où il obtient 41 % des voix exprimées au second tour,.
En janvier 1983, alors qu'il est crédité de 66 % d'intentions de vote, Le Canard enchaîné révèle qu'il aurait financé une partie de la villa de son beau-père, située sur les hauteurs de Saint-Antonin-sur-Bayon, avec l'argent de la municipalité. Le couple Joissains dénonce alors une brigue « politico-médiatique » menée par le clan du maire de Marseille et ministre de l'Intérieur de l'époque, Gaston Defferre. Ne se représentant pas à la mairie, il est condamné en appel à deux ans de prison avec sursis pour « recel d’abus de biens sociaux ».

### Directeur de cabinet de son épouse (2001-2008)
À la suite de la victoire de son épouse, Maryse Joissains-Masini, aux élections municipales de 2001, il est nommé directeur de cabinet du maire d'Aix-en-Provence.
Fin 2008, Alain Joissains prend officiellement sa retraite, conséquence de l'annulation de son contrat par le tribunal administratif de Marseille pour rémunération excessive. Il reste cependant conseiller politique au près du maire d'Aix-en-Provence. Son contrat est définitivement annulé par le Conseil d'État, le 2 février 2015.